# Episomacris collaris
Episomacris collaris är en insektsart som först beskrevs av Bruner, L. 1911.  Episomacris collaris ingår i släktet Episomacris och familjen gräshoppor. Inga underarter finns listade i Catalogue of Life.